# Пейзаж Сесшу

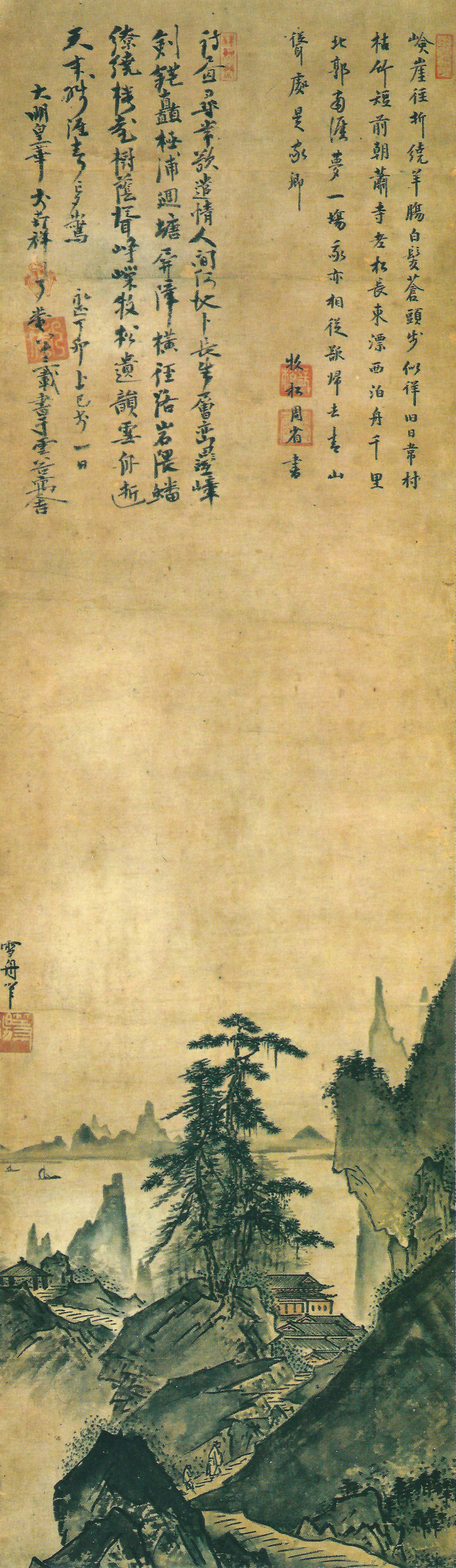
Пейзаж Сесшу (NT), приватна колекція; чорнило і світлий колір на папері; 118×35,5 см

Пейзаж Сесшу — одна з найбільш надійно засвідчених робіт японського художника періоду Муромачі Сесшу (1420–1506). Це пейзаж (яп. 山水図) з промиванням чорнила у приватній колекції родини Ōhara в Курасікі, префектура Окаяма, Японія. Цей висячий сувій був визнаний національним скарбом.   

## Картина
Виконаний у shin (яп. 真) або ретельно окреслений (на відміну від sō (яп. 草) або хацубоку, «бризок чорнила»), пейзаж вважається однією з останніх робіт художника. Вертикальний акцент двох сосен займає місце центральної гірської вершини, тоді як далекий берег має «сучасну» лінію горизонту, незвичну для того періоду. Зигзагоподібна доріжка, що веде до павільйону на оглядовій точці, сприяє значній «просторовій глибині» картини. По дорозі подорожують старі мандрівники, яких супроводжує молода прислужниця, повторювані фігури на пейзажах Сесшу. Контраст між розведеними чорнилом моря та неба та більш концентрованими скелями та рослинністю та виразним використанням фонового тону паперу допомагає створити на живописі «враження надзвичайної інтенсивності». Кольорові штрихи включають зелене миття соснової хвої та помаранчеве в будівлях; чорнило, додане до блідо-жовтого миття на доріжці, майже дає ефект тіней, відкинутих скелями. 

## Надписи
Ліворуч — підпис і печатка Сесшу, вгорі — два віршовані надписи або gasan (яп. 画賛), від друзів художника. Праворуч — Bokushō Shūshō (яп. 牧松周省), священник дзен, який, як і Сесшу, зв’язаний з кланом Шучі. Те, що ліворуч від Райана Кейго, датоване 1507 роком, роком після смерті художника.
嶮 崖 径 折 繞 羊腸   Гірська прірва, звивиста стежка звивається,
白 髪 蒼頭 歩 似 徉   сивий чоловік, його слуга блукає пішки,
旧日 韋 村 枯竹 短   з далеких часів село з дубленої шкіри, всохлі бамбукові пні,
前朝 簫 寺 老 松 長   під рукою храм флейти, височіють старі сосни,
東 漂 西 泊舟 千里   на схід на плаву, захід на якорі, човни для подорожі тисячею лі,
北 郭 南 涯 夢一場   північні райони, південні береги, об’єднані уві сні.
我 亦 相 従 欲 帰 去   Я теж піду в цю подорож,
青山 聳 処 是 家 郷   де підіймаються блакитні гори, моє сімейне село.
     牧 松 周 省 書          від Бокуше Шушу
詩画 尋常 欲遣 情   Поезія та живопис вселяють приємні почуття,
人間 何 地 卜長生   але де чоловіки живуть довго?
層巒 畳 嶂 剣 鋩 矗   У гірському хребті вершини стирчать, як кинджали,
極 浦 廻 塘 屏障 横   далеко відокремлена бухта відділилася,
径路 岩 隈 蟠 繚繞   вузька стежка звивається між скелями,
楼台 樹蔭 聳 崢嶸   високо підіймаються вежі та дерева.
牧 松 遣 韻 雪 舟 逝   Бокушо залишив свій вірш, Сесшу теж помер,
天 末 残 涯 春夢 驚   їхня втрата порушує краєвид і мої мрії.
     永 正 丁 印 上 巳 前 一日          Eishō 4, третій місяць, другий день
     大 明 皇 華 前 南 褝 了 庵 八十 三 載 書 于 雲 谷 寓 舎          Райан, імператорський посланник у Мін, колишній Нанцен-дзи, вік 83 років, в Ункоку-ан

## Історія
Пейзаж був відомий у XVII столітті, коли його скопіював Кану Танью. Згодом він зник з запису, і опинився в «магазині куріо» у Кіото в 1906 році. Продана за десять тисяч ієн, пізніше вона була придбана Магосабуру Шара на суму 160 000 ієн. Він залишається сьогодні у приватній колекції родини Ахара. 